# Polistes carnifex

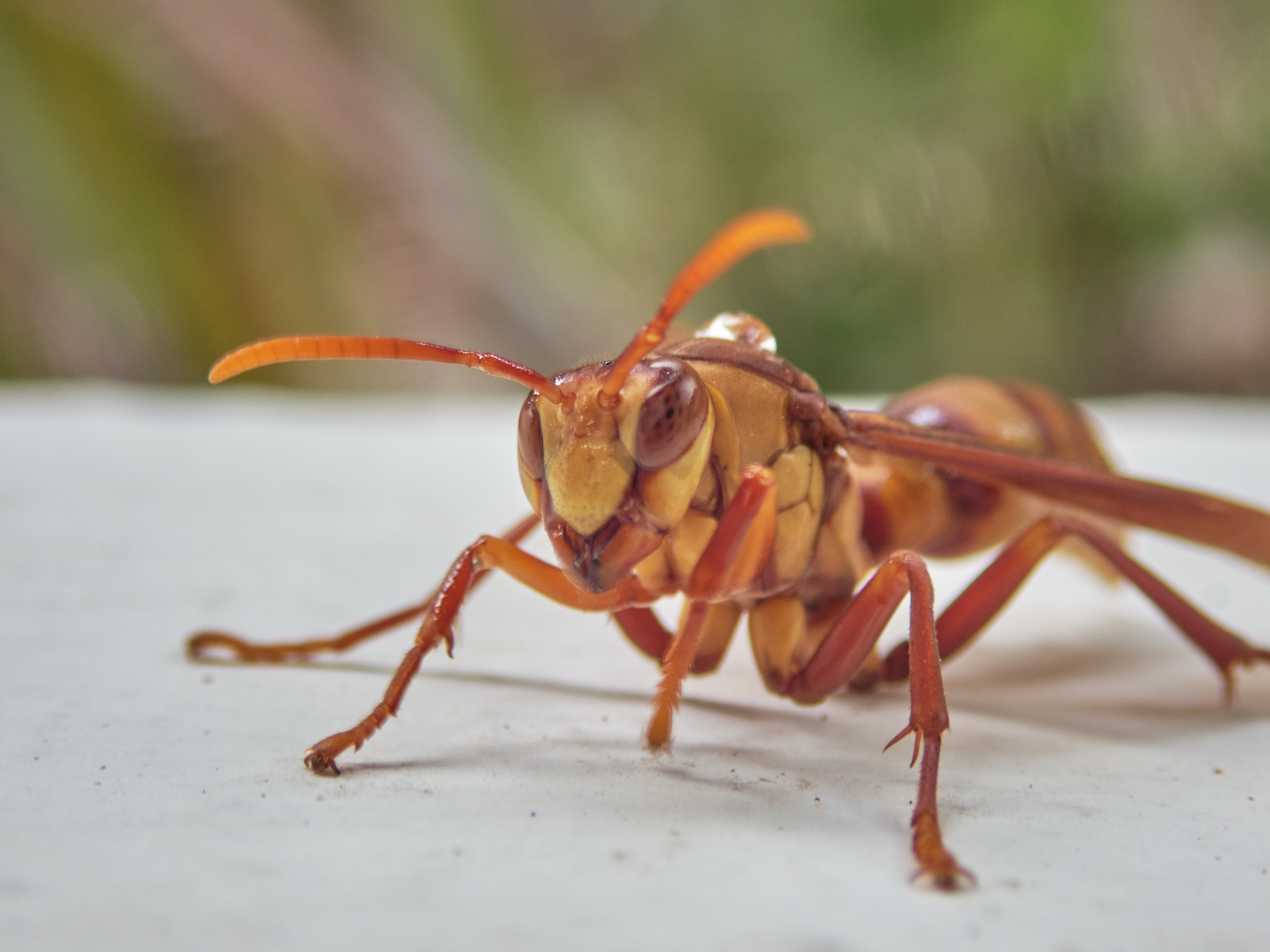
Polistes carnifex, Vorderansicht

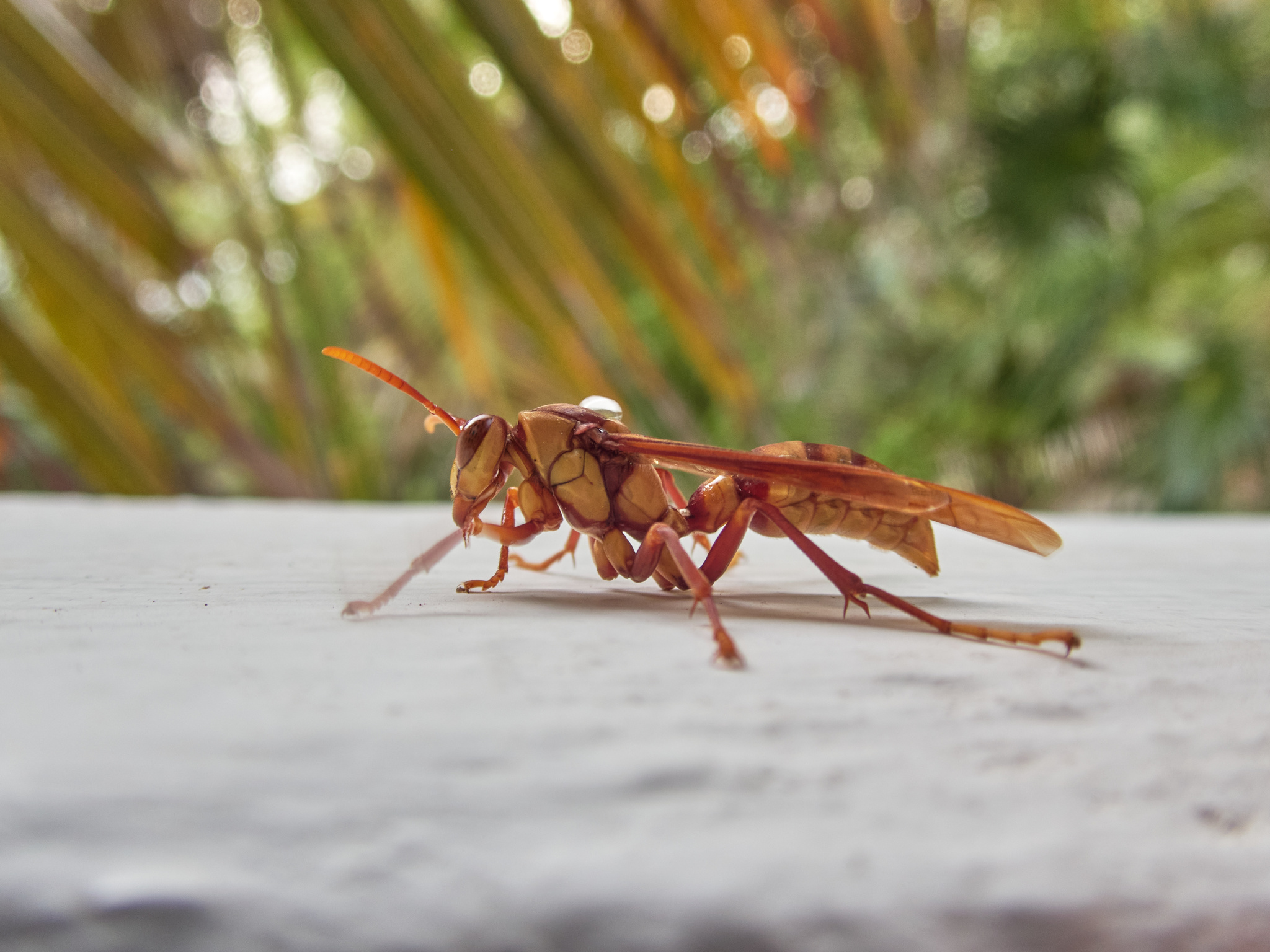
Polistes carnifex, Seitenansicht

Polistes carnifex, auch Henkerwespe genannt, ist eine neotropische Wespe der Gattung Polistes, die für ihren extrem schmerzhaften Stich bekannt ist. Die Wespe ist in Zentral- und Südamerika heimisch. Sie ist eine sehr große, gelbbraune Faltenwespe, welche in kleinen Kolonien ihr Nest unter Dachtraufen und abstehenden Ästen baut.

## Taxonomie und Stammesgeschichte
Polistes carnifex gehört zur Gattung Polistes, welche die größte Gattung in der Familie der Wespen ist. Polistes carnifex ist eine Spezies der Faltenwespen und wie auch andere Mitglieder der Gattung Polistes eine eusoziale Wespe. Einer der angenommenen phylogenetischen Zweige stellt eine nahe Verwandtschaft der Polistes carnifex zur Polistes major und eine entferntere Verwandtschaft zu folgenden Spezies her: Polistes apachus, Polistes aurifer, Polistes bellicosus, Polistes carolina, Polistes metricus, Polistes poeyi haitiensis und Polistes perplexus. Jedoch gibt es keinen Konsens in Bezug auf die Phylogenetik der Polistes carnifex, weshalb kein phylogenetischer Zweig eindeutig zugewiesen werden kann.

## Merkmale
Polistes carnifex ist mit einer Körperlänge von bis zu 3 Zentimetern die größte neotropische Wespe der Gattung Polistes. Trotz der Größe handelt es sich bei ihr um ein wenig aggressives Insekt. Erkennbar ist sie an ihren braunen und gelben Streifen.

## Verbreitung
Die Polistes carnifex ist in Zentral- und Südamerika von Mexiko bis Nordargentinien beheimatet. Die Spezies kommt in feuchten Habitaten und Küstenregionen vor, und auch in offenen Arealen wie dem immergrünen tropischen Regenwald. Nester können auch unter Dachtraufen gefunden werden. Bei einer Studie in Costa Rica wurden Nester an den Ästen zahlreicher dornloser Bäume in einem flüchtigen Sumpf gefunden. Gelegentlich wurden Nester etwa einen Meter um die Nester von Polybia-Wespen und in ähnlicher Nähe um die Nester von Mischocyttarus-Wespen gefunden. Manche Bäume beherbergten die Nester zahlreicher Wespengattungen, während andere keine beheimateten, was eine nicht zufällige Verteilung belegt.

## Lebenszyklus und Lebensweise

### Nest

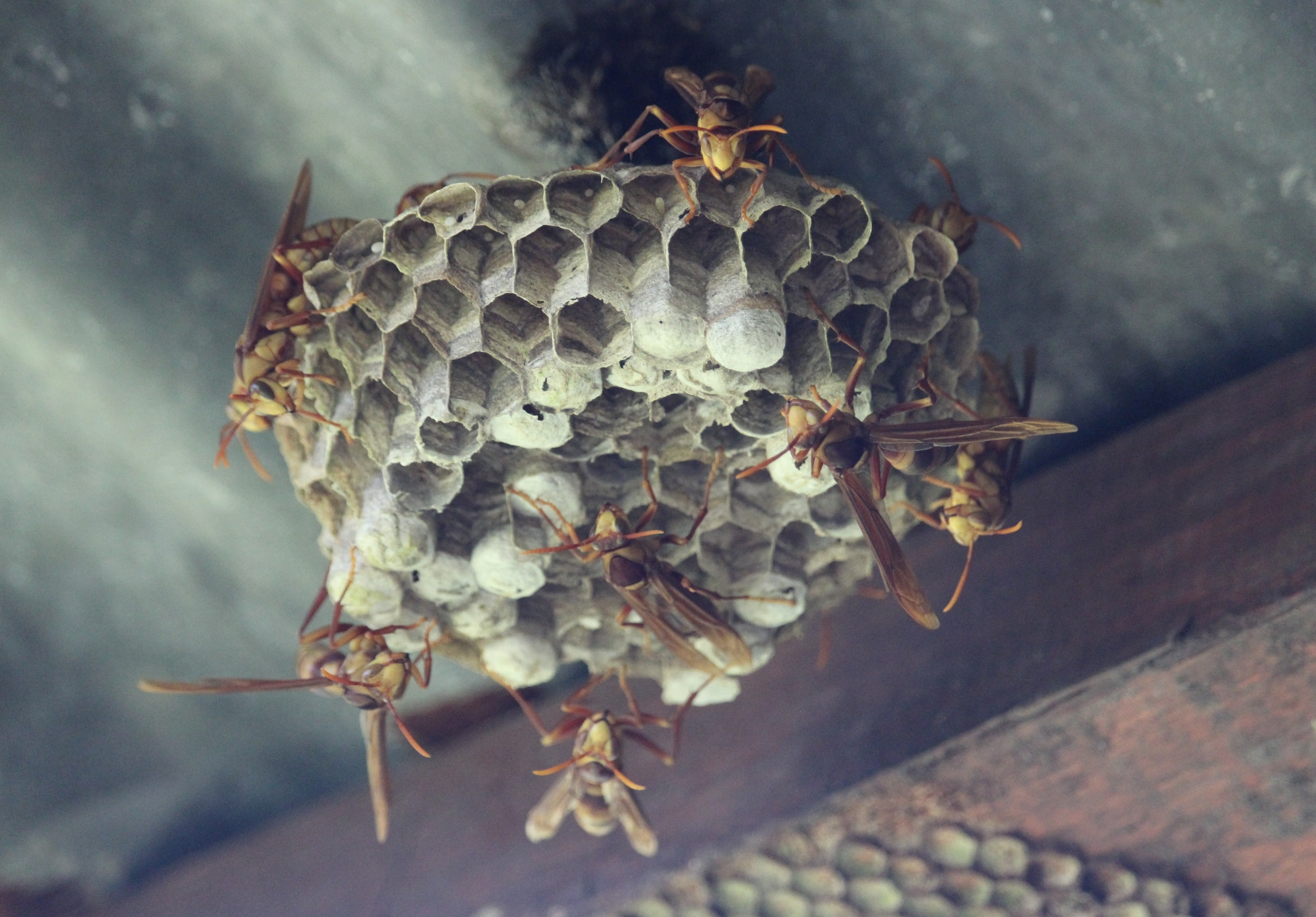
Polistes carnifex, Nest

Das Nest wird üblicherweise von einer einzelnen Königin erbaut, häufig in Form von Winteraggregationen, bis die klimatischen Bedingungen zur Gründung einer Kolonie geeignet sind. Nicht alle Nester beherbergen Weibchen mit ausgebildeten Ovarien. Futtersuchende Adulttiere sammeln Nektar und Raupen, um damit Larven zu füttern, welche in einzelnen Brutzellen des Nests leben.
Das größte dokumentierte Nest der Polistes carnifex maß etwa 9 cm im Durchmesser. Die durchschnittliche Mindestgröße der Nester beträgt 27,8 mm. Die Nester beheimaten im Durchschnitt eine Population von 4 bis 13 ausgewachsenen Individuen. In dem in der Studie untersuchten Nest waren 28 Zellen vorhanden und diese Anzahl blieb während der gesamten Beobachtungsdauer (17 Tage) konstant. Lediglich eine beobachtete Zelle, welche sich am Rand des Nests befand, wurde vergrößert.
Die Nester werden gelegentlich unter Dachtraufen und anderen Stellen, an denen sie geschützt hängen können, erbaut. Polistes carnifex ist eine soziale Spezies und die Nester bestehen aus zahlreichen, horizontal angeordneten Zellen, in welchen die Jungtiere aufgezogen werden. Die Nester sind offen hängend und werden von einem einzelnen Stängel gestützt, welcher aus einem gallertartigen Material besteht.

## Stich
Obwohl es sich nicht um eine aggressive Spezies handelt, ist die Henkerwespe besonders in zahlreichen Ländern Lateinamerikas für ihren potenten Stich gefürchtet. YouTube-Filmer Coyote Peterson, der sich zu Unterhaltungszwecken zahlreichen verschiedenen Insektenstichen unterzogen hat, ließ sich von einer Henkerwespe stechen und bezeichnete diesen als den schmerzhaftesten Stich, den er je erhielt – noch schmerzhafter als jener der 24-Stunden-Ameise oder der Asiatischen Riesenhornisse. Coyote Peterson sagte auch, dass der Stich Nekrose um die gestochene Stelle verursachen könne:

„Mein Arm war tagelang geschwollen und schließlich verrottete ein kleines Loch in meiner Haut an der Einstichstelle.“